# The Fields of Athenry
The Fields of Athenry ír folk-ballada; az 1990-es labdarúgó-világbajnokság óta kultikus sporthimnusz.

## Történet
A folk-ballada egy Michael nevű fiatal férfi kálváriáját meséli el, akit az 1846-1850 közötti éhínség idején azért száműzték ausztráliai kényszermunkára, mert családjának ennivalót lopott.
A szerző: Pete St. John, eredeti nevén: Peter Mooney, kalandos évek után tért vissza szülőhazájába. A dal az 1970-es évek elején született. Kezdetben a szerzőt plagizálással vádolták. Ezt azonban tudományos vizsgálatokkal is cáfolták.
Az első lemezfelvételt Danny Doyle jegyzi, amellyel az ír slágerlista első-tíz helyezettje közé került. Később sikeres feldolgozást készített -többek között- Paddy Reilly, Daniel O'Donnell és James Galway is.

## Sportvonatkozások
A dalt először az ír futballszurkolók énekelték az 1990-es labdarúgó-világbajnokságon. Később a Celtic FC és az ír rugby unió csapatainak „nótája” lett. A Liverpool FC szurkolói is ezt éneklik átköltött szöveggel, The Fields of Anfield Road. Az egész világ hallhatta a pekingi olimpián, Kenny Egan vesztes ökölvívódöntője alatt.
Igazán ismertté a 2012-es labdarúgó-Európa-bajnokságon vált. A spanyolok 4–0-s vezetésénél, a 85. percben a közel harmincezer ír szurkoló – egyben az egész torna legnépesebb vendég szurkolótábora – szívszorító énekbe kezdett. Miközben a spanyol drukkerek is áhítattal hallgatták a vesztesek optimista énekét, a tévékészülékek előtt több százmillióan lehettek részesei egy megrendezhetetlen drámai élménynek.

## Hang és kép
- Gdańsk - 2012. június 14.
- Paddy Reilly
- Brian Kennedy
- Veronica Guerin
- Ann Breen